# Нитка для тривимірного друку

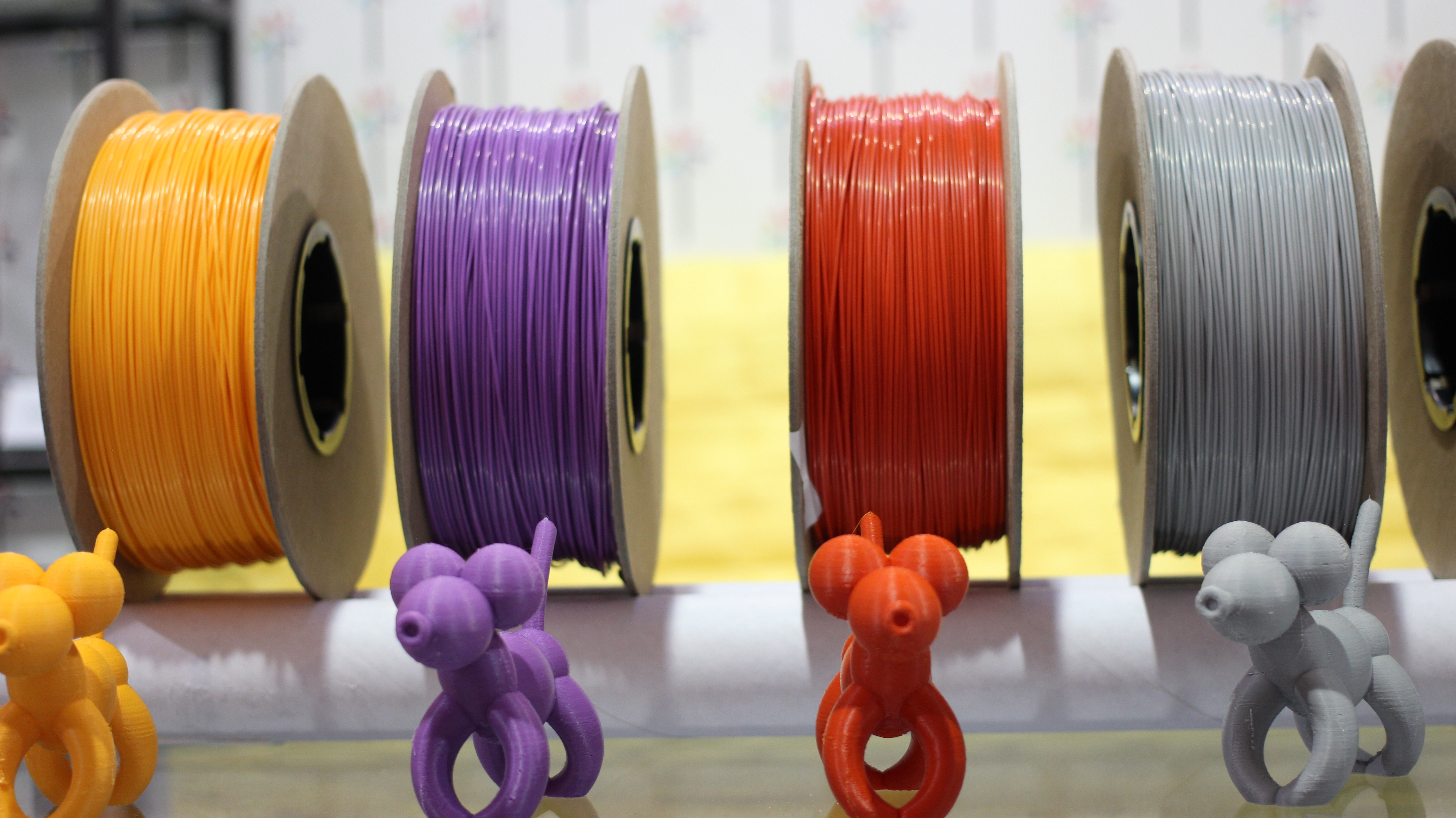
Нитка для 3D-друку різних кольорів із моделями, створеними з використанням нитки.

Нитка для тривимірного друку або філамент - термопластична сировина для тривимірних принтерів для моделювання наплавленням. Існує багато типів ниток з різними властивостями.
Філамент буває різних діаметрів, найчастіше 1,75 мм і 2,85 мм  , останній часто плутають з менш поширеним 3 мм. 
Нитка складається з однієї безперервної тонкої пластикової нитки, намотаної на котушку.